# آيت بو الطيب (إنشادن)
آيت بو الطيب هي إحدى مشيخات المملكة المغربية، تتبع جغرافيا لإقليم شتوكة آيت باها وإداريًا لإنشادن. يقدر عدد سكانها بـ 7959 نسمة حسب الإحصاء الرسمي للسكان والسكنى لسنة 2004.